# 小泉秀樹
小泉 秀樹（こいずみ ひでき、1964年 - 
）は、日本の都市工学者。東京大学先端科学技術研究センター教授。工学博士、専門は都市計画、コミュニティデザイン、協働のまちづくり、市民主体のまちづくりなど。

## 経歴
東京都練馬区出身。東京都立富士高等学校を経て、1988年、東京理科大学工学部建築学科卒業。
1993年、東京大学大学院工学系研究科都市工学専攻博士課程修了。　
東京理科大学理工学部建築学科助手、東京大学工学部都市工学科講師、助教授、准教授を経て、2013年、同教授職に就く。
2016年より東京大学先端科学技術研究センターにおいて教授を務める。

## 受賞歴
- 1997年 - 日本都市計画学会論文奨励賞
- 1999年 - 都市住宅学会研究奨励賞
- 2001年 - 都市住宅学会賞（論文）
- 2002年 - 日本不動産学会著作賞
- 2003年 - 都市住宅学会賞（著作）
- 2005年 - 日本環境共生学会　環境共生学術賞（著作賞）受賞
- 2008年 - 三鷹市 感謝状（都市計画、まちづくりへの貢献）
- 2012年 - 都市住宅学会業績賞、グッドデザイン賞（復興デザイン賞）

## 著書
- 『かわる住宅・まちづくり:30代の住宅トーク』住宅トーク委員会（住田昌二、大家亮子他と共編著）（1996年、住宅総合研究財団）
- 『スマートグロース』小泉秀樹・西浦定継 編著（2003年、学芸出版社）
- 『持続可能性を求めて』小泉秀樹・矢作弘 編著（2005年、日本経済評論社）
- 『定常型都市への模索』矢作弘、小泉秀樹 編（2005年、日本経済評論社）
- 『成長主義を超えて』矢作弘、小泉秀樹 編（2005年、日本経済評論社）
- 『まちづくりの百科事典』似田貝香門、小泉秀樹(他)編（2008年、丸善出版）
- Masahide Horita & Hideki Koizumi (eds.)Innovations in collaborative urban regeneration, Springer c2009 cSUR-UT : library for sustainable urban regeneration / series editor, Shinichiro Ohgaki vol.6